# Клементинум (Прага)
Клементинум е исторически комплекс от сгради, разположен в Старе место, квартал на Прага, Чехия.
В комплекса на Mariánské Náměstí се разполагат Националната, Университетската, Техническата и Градската библиотеки. Понастоящем се използва като Национална библиотека на Чешката република, като през 2005 г. получава от ЮНЕСКО наградата „Жикжай “за световна памет.

## Любопитни факти
- Клементинум е действал като 3-тия по големина йезуитски колеж в света.
- Най-старите синоптични изследвания в района на чешките земи са започнали в Клементинум през 1775 година. Записът продължава и до днес[2].
- Клементинум се споменава в творчеството на Хорхе Луис Борхес.
- Бароковият интериор на Клементинум и художественото оформление на тавана са дело на Ян Хиебъл.

## Галерия
- Входът на сграда с улица Křižovnická
- Астрономическата кула
- Славянската библиотека
- Клементинум, Стария град, Прага
- Един от дворовете
- Стени със слънчев часовник
- Зала на библиотеката в стил барок
- Изглед към Прага от Клементинум